# La Vallée des géants (film, 1938)
Pour les articles homonymes, voir La Vallée des géants.
Pour plus de détails, voir Fiche technique et Distribution.
La Vallée des géants (Valley of the Giants) est un film américain réalisé par William Keighley et sorti en 1938. C'est un remake d'un film de 1927 réalisé par Charles Brabin.

## Synopsis
Bill Cardigan possède une grande partie des California Redwoods. Howard Fallon ainsi que Hendricks, Lee Roberts, Ed Morell et Fingers McCarthy vont en Californie et tentent de se procurer les terres de Bill. Découvrant l'importante dette bancaire de Bill, Howard a un moyen de pression pour obtenir le domaine forestier. Malheureusement, un incendie détruit les preuves d'Howard, ce qui donne à Bill une chance de récupérer la propriété mais ne dispose que de six semaines pour faire couper son bois et l’expédier. Howard tente d’arrêter Bill en détruisant le chemin de fer, en endiguant la rivière et en l’enfermant, lui et Lee, dans le caboose du train et en l’envoyant vers la voie détruite. Fallon est capturé et se rend à Bill, lui rendant sa terre.

## Fiche technique
- Titre original : Valley of the Giants
- Réalisation : William Keighley
- Scénario : Seton I. Miller, Michael Fessier
- Musique : Jean Schwartz
- Montage : Jack Killifer
- Production : Warner Bros.
- Pays de production :  États-Unis
- Format : Couleur
- Genre : Film d'aventure
- Durée : 79 minutes
- Date de sortie : 1938

## Distribution
- Wayne Morris : Bill Cardigan
- Claire Trevor : Lee Roberts
- Frank McHugh : 'Fingers' McCarthy
- Alan Hale : 'Ox' Smith
- Donald Crisp : Andy Stone
- Charles Bickford : Howard Fallon
- Jack La Rue : Ed Morrell
- John Litel : Hendricks
- Dick Purcell : Creel
- El Brendel : 'Fats'
- Cy Kendall : Shérif Graber
- Helen MacKellar : Mme Lorimer
- Frederick Burton (non crédité) : Mortimer

## Autour du film
- C'est un remake parlant et en couleurs du film de Charles Brabin, La Vallée des géants sorti en 1927.